# Elizabethtown (Indiana)
Elizabethtown es un pueblo ubicado en el condado de Bartholomew en el estado estadounidense de Indiana. En el Censo de 2020 tenía una población de 406 habitantes y una densidad poblacional de 615,15 personas por km².

## Geografía
Elizabethtown se encuentra ubicado en las coordenadas 39°8′7″N 85°48′45″O / 39.13528, -85.81250. Según la Oficina del Censo de los Estados Unidos, Elizabethtown tiene una superficie total de 0.66 km², de la cual 0.66 km² corresponden a tierra firme y (0%) 0 km² es agua.

## Demografía
Según el censo de 2020, había 406 personas residiendo en Elizabethtown. La densidad de población era de 615,15 hab./km². De los 406 habitantes, Elizabethtown estaba compuesto por el 89.16% blancos, el 2.96% eran afroamericanos, el 0% eran amerindios, el 0% eran asiáticos, el 0% eran isleños del Pacífico, el 2.71% eran de otras razas y el 5.17% pertenecían a dos o más razas. Del total de la población el 9.52% eran hispanos o latinos de cualquier raza.